# 长沙理工大学
长沙理工大学，简称长理，是一所位于中国湖南省长沙市的全日制公办本科高等院校。学校由湖南省人民政府舉辦，并由湖南省政府和中华人民共和国交通运输部共建。学校前身为20世纪50年代成立的长沙水力发电学校及长沙航务工程学校，历经多次改制變遷，最终于2003年4月合并成立长沙理工大学至今。学校在长沙市天心区金盆岭、云塘设立了校区，并开设一所独立学院长沙理工大学城南学院。
长沙理工大学的校訓為“博学、力行、守正、拓新”，学校的精神引领是“铺路石精神”。
截至2022年，长沙理工大学共有22個專業學院。所设学科以理工科为主，也涵盖文学、管理学、经济学、法学等学科。多学科协调发展。为一所學科門類齊全的綜合性、研究型的大學。具有鲜明的交通、水利、电力、轻工行业特色。教学上以本科、研究生教育为主体。並建立了學士、碩士、博士完整的學位授權體系，具有硕士生推免权。开设了博士后科研流动站。长沙理工大学也参与创办了非洲国家利比里亚及欧洲国家黑山的首个孔子学院。

## 历史沿革
长沙理工大学的历史可以追溯到20世纪50年代成立的长沙水力发电学校及长沙航务工程学校。1958年9月，中共中央及国务院发出《关于教育工作的指示》，提出要多快好省地发展教育事业，湖南省也出现大办教育热潮，长沙水力发电学校在此时也升格为本科湖南电力学院，而长沙航务工程学校则升格为湖南交通学院。进入1960年代后，受到国家教育部《教育部直属高等学校暂行工作条例》的影响，中共湖南省委及湖南省人民委员会确定了“积极慎重、缩短战线，提高质量”的原则，调整省内高校数量，湖南电力学院、湖南交通学院皆分别改办为中专长沙水利电力学校及长沙交通学校。
1978年，长沙交通学校升格为本科层次的高等院校长沙交通学院，由国家交通部主管，其所设专业也开始面向中南地区招生。1983年，湖南省电力学校也升格为本科层次的长沙水利电力师范学院，由国家电力部主管，学校也实行普通师范教育和职业技术师范教育并举的教学措施，为水电系统培养部分工程技术专门人才。1994年，长沙水利电力师范学院更名为长沙电力学院。
2003年4月，中华人民共和国教育部同意长沙交通学院和长沙电力学院合并，建立长沙理工大学。同年，该校成立独立学院长沙理工大学城南学院。2009年，湖南省人民政府与国家交通运输部签署协议，双方同意共建长沙理工大学。

## 校园环境
长沙理工大学位于湖南省省会长沙市，学校在湘江东岸天心区的金盆岭、云塘各设有一个校区，联外交通较为便利。二校区通过長沙地鐵1號線相连接。其中云塘校区位于长沙市区南隅，距离長沙地鐵1號線尚双塘站1.2公里，综合教学楼、综合实验楼、文科楼、理科楼及图书馆舍等构成了云塘校区的建筑。校区内种植有香樟、广玉兰及樱花等乔木，灌木及草坪点缀其间。又有云影湖等人造景观，以美化校园。
金盆岭校区因位于金盆嶺街道而得名，独立学院长沙理工大学城南学院也与长沙理工大学共享金盆岭校区。校园内林木葱茏，湖山相映，校区也邻近湖南革命陵园。長沙公交也有數條線路經行长沙理工大学两个校区。

## 学术研究

### 学科设置
长沙理工大学以本科、研究生教育为主体。除了理工类学科外，也适度发展管理、经济、文学、法学、哲学、艺术类学科，系所设置具有一定的多样性。截至2022年，该校开设了68个本科专业，其中世界一流培育学科1个，湖南省国内一流建设（培养）学科6个，包括工程学在内5个学科进入ESI全球排名前1%，国家级一流本科专业建设点32个。其中，交通运输类、土建类、电气信息类、能源动力类、水利类、机械类等学科办学历史较为悠久、教学经验积淀深厚、就业率较高，皆为该校的传统优势学科；而该校所设的经管类专业也为交通、电力等行业培养了不少财经人才，具有良好的声誉。
长沙理工大学在研究生培养上也具有一定实力，设有博士后科研流动站5个，一级学科博士学位授权点8个，博士专业学位授权点1个，一级学科硕士学位授权点29个，硕士专业学位授权点18个，同时具有授予同等学力硕士学位资格。
| 教学单位名称         | 学科 | 网页 |
| -------------------- | --- | ---- |
| 土木工程学院         | 土木工程、工程力学、智能建造、城市地下空间工程                                                               | ※    |
| 交通运输工程学院     | 交通运输类（交通运输、交通工程、物流工程） 、道路桥梁与渡河工程 、工程管理、遥感科学与技术 、测绘工程        | ※    |
| 汽车与机械工程学院   | 车辆工程、机械设计制造及其自动化、汽车服务工程、材料成型及控制工程、测控技术与仪器、智能制造工程             | ※    |
| 电气与信息工程学院   | 电气工程及其自动化、电子信息工程、自动化、轨道交通信号与控制、智能电网信息工程、机器人工程                   | ※    |
| 能源与动力工程学院   | 能源与动力工程、新能源科学与工程、建筑环境与能源应用工程、储能科学与工程                                     | ※    |
| 法学院               | 法学 | ※    |
| 文学与新闻传播学院   | 汉语言文学、新闻学、网络与新媒体                                                                             | ※    |
| 经济与管理学院       | 会计学、财务管理（含智能财务方向）、金融学、国际经济与贸易、市场营销、人力资源管理、工商管理、数字经济       | ※    |
| 计算机与通信工程学院 | 计算机科学与技术、软件工程、通信工程、网络工程、数据科学与大数据技术                                         | ※    |
| 数学与统计学院       | 数学与应用数学、信息与计算科学、应用统计学                                                                   | ※    |
| 设计艺术学院         | 数字媒体艺术、视觉传达设计、环境设计、工艺美术、影视摄影与制作、艺术管理                                     | ※    |
| 物理与电子科学学院   | 物理学、电子科学与技术、电子信息科学与技术、光电信息科学与工程、人工智能                                     | ※    |
| 化学与生物工程学院   | 应用化学、化学工程与工艺、轻化工程                                                                           | ※    |
| 水利工程学院         | 船舶与海洋工程、地理信息科学、港口航道与海岸工程、给排水科学与工程、环境工程、水利水电工程、水文与水资源工程 | ※    |
| 外国语学院           | 英文、英文翻译                                                                                               | ※    |
| 体育学院             | （主管在校生体育教育）                                                                                       | ※    |
| 食品与生物工程学院   | 食品科学、工程和生物工程                                                                                     | ※    |
| 材料科学与工程学院   | 材料类（含无机非金属材料工程、新能源材料与器件）                                                             | ※    |
| 建筑学院             | 建筑学、城乡规划、风景园林                                                                                   | ※    |
| 马克思学院           | （主管在校生思想政治教育）                                                                                   | ※    |

### 学术资源

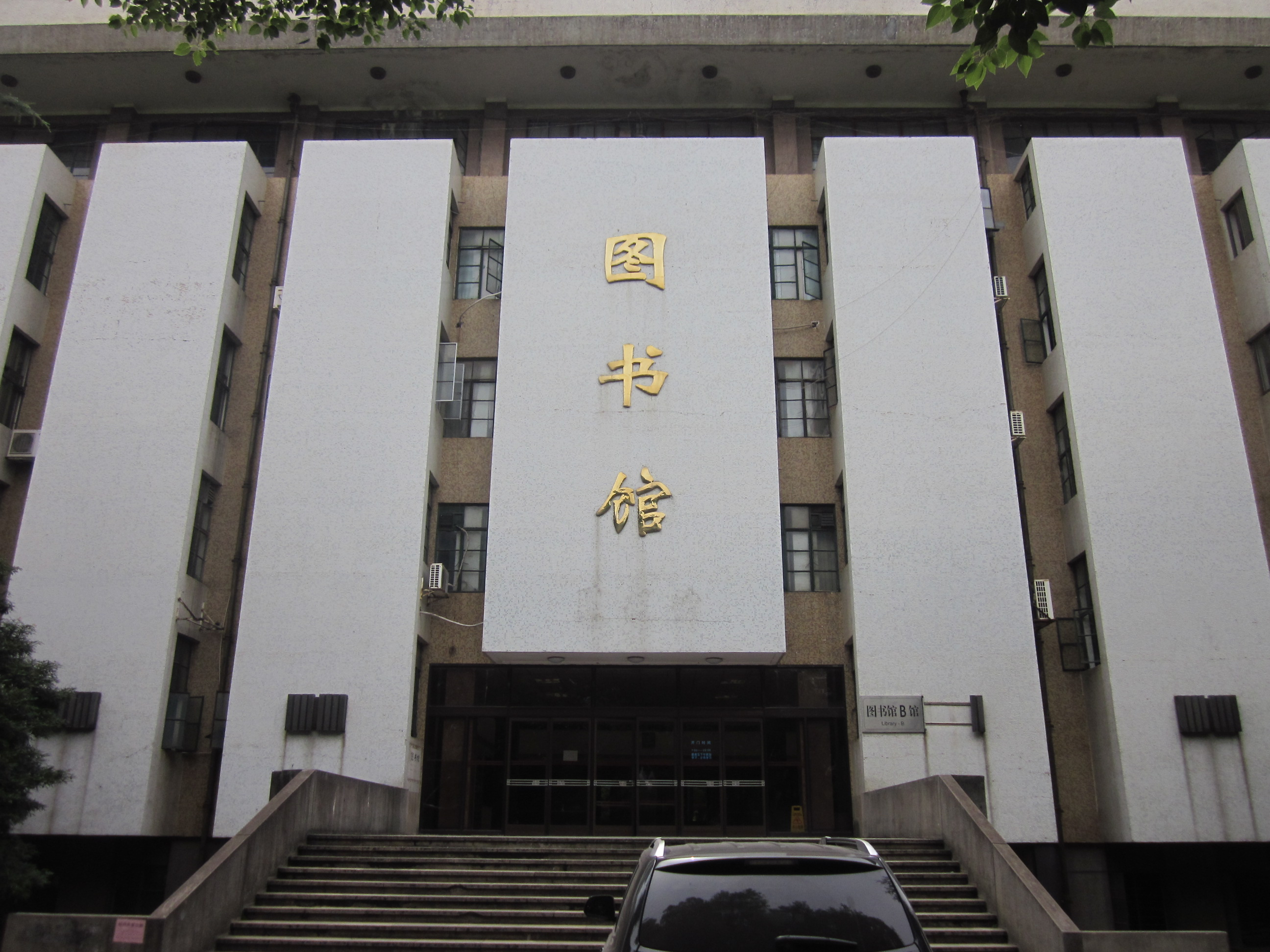
长沙理工大学校图书馆入口

2003年，长沙交通学院图书馆、长沙电力学院图书馆合并组建了长沙理工大学图书馆。2007年8月，校图书馆在云塘校区的馆舍落成启用。学校由此形成了云塘校区馆舍、金盆岭校区馆舍和各系所资料室共为一体的学术资源服务格局。截至2020年，校图书馆有馆藏印本文献346.88万余册，电子图书81.26万册；中外文数据库63个；拥有较为丰富的理工学科文献资源，也不乏人文社科、管理、艺术学科的典藏。图书馆也依托学术资源建立了知识机构库。并开设朗读室、新媒体体验室、学习研讨空间等多种学习场所，以满足学生的多种需要。该图书馆也是中国高校“知识产权信息服务中心联盟”成员之一。
长沙理工大学出版多种期刊，有《长沙理工大学学报（自然科学版）》、《长沙理工大学学报（社会科学版）》、《公路与汽运》、《中外公路》等学术期刊。《公路与汽运》于1984年创刊，原名《中南汽车运输》，2001年改今名，为交通运输部主管的双月刊，主要报导外国公路与汽车工业领域的成果。为湖南省一级期刊，同时也被列入中国科技论文统计源期刊、中国科技核心期刊。《中外公路》亦为交通运输部主管的双月刊，起源于1984年创刊的《外国公路》，2001年改今名。主要介绍各国公路概况及交通科学，该刊同时也是交通部“优秀科技期刊”之一。

## 对外交往
长沙理工大学广泛与世界各国友好院校开展合作交流，该校先后与美国、英国、法国、加拿大、俄罗斯、利比里亚及港澳台等20多个国家或地区的高等院校、科研机构建立了交流与合作关系。长沙理工大学也具有招收和培养来华留学生资格，可以为留学生颁发中国政府奖学金前来留学。
长沙理工大学响应中国政府的“一带一路”政策，加强培养通晓“一带一路”沿线国家官方语言的人才，不断吸收教员与学生，开设其他外文课程。该校也提供葡萄牙语、法语和俄语等语言的培训。学校也时常与外国友好院校进行学术交流访问及艺文交流。
2008年12月18日，长沙理工大学与利比里亚大学联合在利比里亚创办该国第一所孔子学院，也是长沙理工大学在海外开设的第一所孔子学院；又积极促成利比里亚大学将中文纳入大学公共外语课程体系，成绩优异的利比里亚大学生也可以通过孔子学院前往长沙理工大学留学深造。其后，该校又与大马沙巴大學、蒙特內哥羅黑山大学等高校协作创建了孔子学院。以推广中文及中國文化。